# Pierre Émile Levasseur

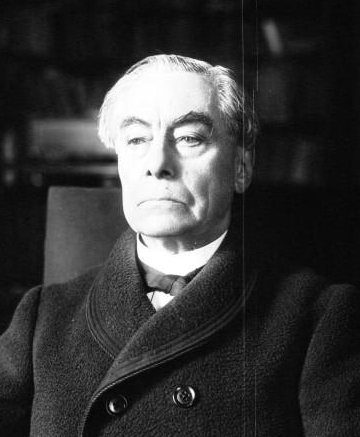
Pierre Émile Levasseur (1909)

Pierre Émile Levasseur (* 8. Dezember 1828 in Paris; † 10. Juli 1911 in Paris) war ein französischer Historiker, Wirtschaftswissenschaftler und Geograph.

## Leben und Wirken
Er wurde 1868 zum Mitglied der Académie des sciences morales et politiques gewählt. 1871 wurde er der Nachfolger von Henri Baudrillart am Collège de France auf dem Lehrstuhl für Staatsökonomie. 1900 wurde er als korrespondierendes Mitglied in die Preußische Akademie der Wissenschaften aufgenommen.

## Schriften (Auswahl)
- 1858: La question de l’or
- 1859: Histoire des classes ouvrières en France depuis la conquête de Jules-César jusqu'à la Révolution
- 1867: Histoire des classes ouvrières en France depuis la Révolution jusqu'à nos jours
- 1871: L’Étude et l’enseignement de la géographie
- 1894: L’Agriculture aux États-Unis
- 1897: L’Enseignement primaire dans les pays civilisés
- 1898: L’Ouvrier américain
- 1907: Questions ouvrières et industrielles sous la Troisième République